# Reprezentacja Białorusi w koszykówce kobiet
Reprezentacja Białorusi w koszykówce kobiet – drużyna, która reprezentuje Białoruś w koszykówce kobiet. Za jej funkcjonowanie odpowiedzialny jest Białoruski Związek Koszykówki.